# Gamshurst
Gamshurst – dzielnica niemieckiego miasta Achern, w Badenii-Wirtembergii, w rejencji Fryburg, w powiecie Ortenau. Do 1 stycznia 1973 Gamshurst było samodzielną gminą.

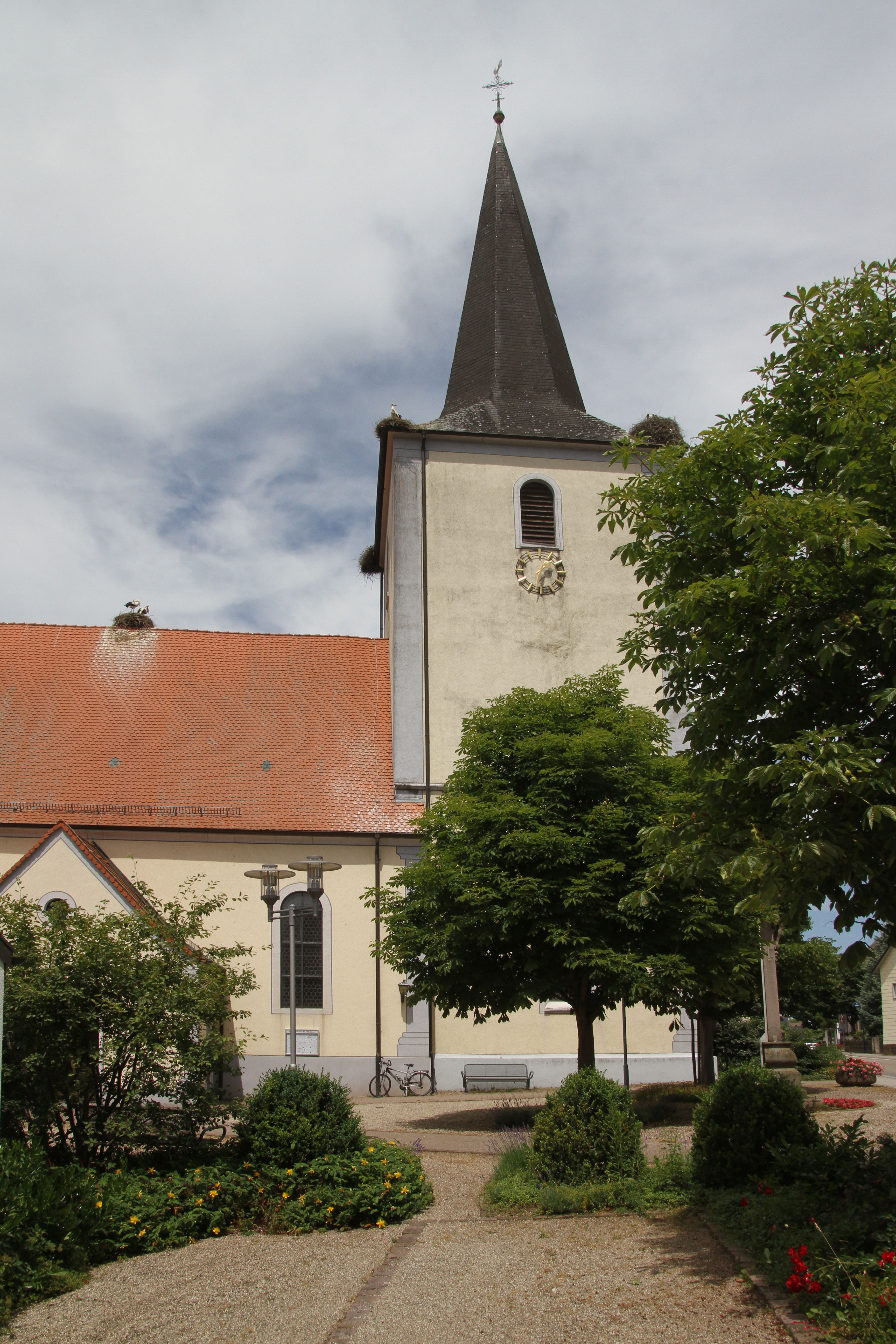
Kościół pw. św. Mikołaja w Gamshurst